# Kahlgesichtiger Saki
Der Kahlgesichtige Saki (Pithecia irrorata) ist eine Primatenart aus der Gruppe der Neuweltaffen.

## Merkmale
Kahlgesichtige Sakis sind mittelgroße Primaten mit einem langen Fell und einem langen, buschigen Schwanz. Das Gewicht dieser Tiere beträgt 2,1 bis 2,2 Kilogramm, wobei die Männchen etwas schwerer als die Weibchen werden. Das zottelige Fell ist an der Oberseite grau gesprenkelt, die Unterseite ist schwarz. Die Hände und Füße sind heller gefärbt, der buschige Schwanz kann nicht als Greifschwanz eingesetzt werden. Das Gesicht ist grau gefärbt und unbehaart, teilweise aber durch einen nach unten hängenden Haarschopf verborgen. Die Nase ist sehr breit, die Nasenlöcher sind nach außen gerichtet.

## Verbreitung und Lebensraum
Kahlgesichtige Sakis haben das südlichste Verbreitungsgebiet aller Sakis, es liegt im südwestlichen Amazonasbecken und erstreckt sich in etwa vom Nationalpark Manú in Peru bis in den brasilianischen Bundesstaat Acre. Ihr Lebensraum sind Wälder, wobei sie in verschiedenen Waldformen – von tiefer gelegenen tropischen Regenwäldern bis zu Gebirgswäldern – vorkommen können.

## Lebensweise
Über die Lebensweise der Kahlgesichtigen Sakis ist nicht viel bekannt. Sie sind tagaktive Baumbewohner, die sich auf allen vieren oder springend fortbewegen. Wie alle Sakis dürften sie in kleinen Gruppen leben, die sich aus einem Männchen, einem Weibchen und dem gemeinsamen Nachwuchs zusammensetzen. Samen und auch hartschalige Früchte machen den Großteil ihrer Nahrung aus.

## Gefährdung
Kahlgesichtige Sakis werden manchmal – etwa in Bolivien – wegen ihres Fleisches bejagt, mancherorts leiden sie auch an der Zerstörung ihres Lebensraums. Insgesamt ist die Art aber weit verbreitet und laut IUCN nicht gefährdet (least concern).